# آلفرد یرمنیش
آلفرد یرمنیش (انگلیسی: Alfred Jermaniš؛ زادهٔ ۲۱ ژانویهٔ ۱۹۶۷) یک بازیکن فوتبال اهل اسلوونی است. وی همچنین در تیم ملی فوتبال اسلوونی بازی کرده‌است.